# Leptosoom
Leptosoom (gevormd uit het Grieks: leptos, klein, dun, en sōma, lichaam) is een aanduiding voor een langwerpig lichaamstype: smal, lang gelaat, scherpe neus, smal van lichaamsbouw. Het tegenovergestelde van leptosoom is pyknisch.

## Lichaam en psyche
Het was de Duitse psychiater Ernst Kretschmer die een indeling van lichaamstypes onderscheidde, waarbij elk type iemand predisponeert tot een bepaalde vorm van psychopathologie:
1. het asthenische of leptosome type (tenger en lang): beschouwend, introvert en pathologisch gesproken neigend tot schizofrenie;
2. het atletische type (grove botten, gespierd): assertief, agressief en pathologisch verbonden met epilepsie;
3. het pyknische type (gedrongen, dik): vriendelijk, sociaal, extravert, maar ook geneigd tot manische depressiviteit.
Kretschmers idee dat lichaamstypen geassocieerd zijn met bepaalde persoonlijkheidskenmerken of  vormen van psychopathologie wordt tegenwoordig echter als achterhaald beschouwd.